# Analamanga
Analamanga är en av fyra regioner i provinsen Antananarivo på Madagaskar. (Sammanlagt är Madagskar indelat i 22 regioner.) Regionens huvudstad är Antananarivo, tillika huvudstad i staten Madagaskar. Regionen har 2 811 500 invånare (2004).

## Geografi
Regionens yta omfattar 17 445 km², varav 4 927 hektar består av sjöar och vattendrag. I övrigt består regionen till stor del av savann – både odlad och gräsbevuxen – men även en del skog av olika typ. Skogen finns i en anhopning i distriktet Manjakandriana och i östra delen av Anjozorobe.
Delen skog som består av urskog är mycket liten och rymmer bara en yta mot östra och södra gränsen, samt något mot östra gränsen. Ambohitantely utgör regionens enda naturreservat, men återplantering av skog har gett resultat på andra håll, särskilt i Manjakandriana. I andra distrikt saknas i hög grad politiskt engagemang för frågan. 

### Klimat
Regionen ligger i tropikerna och har sålunda tropiskt klimat. Två tydliga årstider kan urskiljas, vari den ena det regnar och är varmt (mellan november och april), samt en relativt torr och frisk årstid som täcker resten av året. Men några områden kan variera från normen.
Det faller omkring 1 100 mm regn om året, varav nästan 80 % kommer under den fuktiga årstiden, medan resten faller i form av dis, dimma eller duggregn. I extrema fall faller närapå 1 400 mm i vissa distrikt, som i Manjakandriana där det praktiskt taget aldrig råder torka.

### Administrativ indelning
Alla Madagaskars regioner kommer under hösten 2009 att överordnas provinserna. Detta omfattar även Analamanga. Samman med Bongolava, Itasy och Vakinankaratra kommer alltså Analamanga från och med hösten 2009 att i administrativ mening överordnas provinsen Antananarivo, i vilken nämnda regioner idag ingår.
Analamanga är uppdelad i åtta distrikt:
- Ambohidratrimo
- Andramasina
- Anjozorobe
- Ankazobe
- Antananarivo-Renivohitra
- Antananarivo-Atsimondrano
- Antananarivo-Avaradrano
- Manjakandriana

## Demografi
Analamanga har omkring 14 % av landets befolkning, men bara 3 % av landets yta. Regionen är alltså mycket tätbefolkad, främst på grund av att landets huvudstad Antananarivo ligger i regionen, med sina 1,4 miljoner invånare – alltså cirka 39 % av regionens befolkning. Befolkningstätheten i regionen är således hög med ungefär 140 invånare per kvadratkilometer, vilket kan jämföras riksgenomsnittet 29 invånare per kvadratkilometer. Regionens befolkningsfördelning är emellertid mycket ojämn; i vissa stadsdelar i huvudstaden är befolkningstätheten omkring 8 690 personer och i andra knappt tjugo invånare per kvadratkilometer.